# El pícaro
El pícaro va ser una sèrie de televisió espanyola, estrenada per Televisió Espanyola en 1974, escrita, dirigida i protagonitzada per Fernando Fernán Gómez.

## Argument
Ambientada en el segle xvii, sobretot a Espanya, però també a Itàlia (cap. 1) i a Baviera (cap. 3), la sèrie narra les peripècies de Lucas Trapaza, un pícaro que sap recórrer a tota mena d'ocurrències per a sobreviure treballant el menys possible i al qual acompanya en les seves peripècies el jove Alonso de Baeza. Els guions s'inspiren en els textos de grans autors del Segle d'Or de la Literatura espanyola, com són Miguel de Cervantes, Francisco de Quevedo, Mateo Alemán, Vicente Espinel, Salas Barbadillo i l'autor d'Estebanillo González, a més del francès Alain-René Lesage.

## Producció
Fernán Gómez portava temps pensant a rodar una pel·lícula sobre la picardia, però la gran quantitat de metratge i pressupost necessari ho feia prohibitiu. En 1973 el director va rebre l'encàrrec de realitzar el telefilm Juan soldado per a TVE i tant Fernán Gómez com la cadena van quedar molt satisfets del resultat. Això li va fer adonar-se que podia adaptar la seva idea al format televisiu. Encara que la idea de Fernán Gómez era la de realitzar una minisèrie de sis capítols d'una hora, la direcció general d'RTVE va considerar més apropiat un muntatge de tretze episodis d'uns 25 minuts cadascun. Curiosament, més tard va haver-hi reposició de la sèrie amb sis capítols d'una hora.

## Capítols
1. Lucas desea un traje y un amo y encuentra las dos cosas
2. En el que se narran los dolores y pesadumbres que le vinieron a Lucas durante las fiestas y alegrías de un carnaval
3. En el que Lucas Trapaza conoce a un mozo barbero que esquila a un pobre y a un rico
4. En el que se relata la llegada de los dos pícaros al patio de Monipodio y la acogida que tuvieron
5. De cómo Lucas Trapaza conoció a Isabel la Toledana y a su amiga Manuela
6. En el que Lucas persigue una fortuna y también le persiguen a él
7. De los sucesos que presenció Lucas una agitada noche en casa de un doctor
8. Influencia de la Luna en las partidas de naipes
9. Lucas encuentra a dos viejas amigas que hacen una trapisonda y huyen de Pedraza
10. De cómo todos los caminos no van a Roma pero sí los allana el dinero
11. De cómo la vanidad es mala compañía para andar por caminos y posadas
12. Engaño que Lucas hizo a un mercader y el engaño que resultó de este engaño
13. En el que todo llega a su final si es que algo tiene final en la vida

## Premis
- TP d'Or 1974: Premis a la Millor Sèrie Nacional i a Fernando Fernán Gómez com a Millor Actor Nacional.